# Anders Bjergbo Clausager
|  | Ikke at forveksle med broderen Anders Jensen Clausager |
Anders Bjergbo Jensen Clausager (9. januar 1845 – 17. oktober 1926) var en dansk gårdejer og politiker, bror til Anders Jensen Clausager.
Hans forældre var gårdejer og smed Jens Andersen Clausager og Ane Katrine Madsdatter. Han var gårdejer i Sædding. Da broderen, der var folketingsmand, i 1878 blev valgt til Landstinget, overtog Anders Bjergbo Clausager dennes mandat i Skjernkredsen. Her sad han på tinge, indtil han i 1887 atter blev afløst af sin ældre bror.
8. november 1868 ægtede han Maren Jansen (1842-1910).